# Oscar Montelius

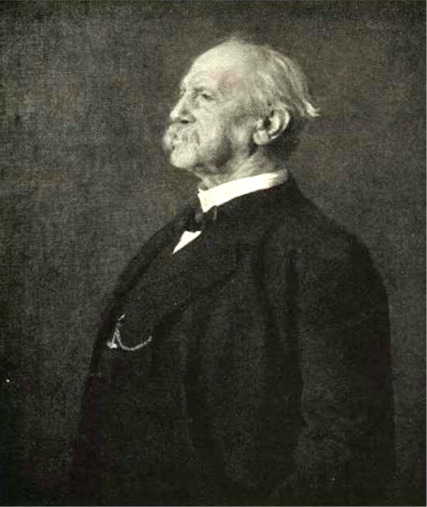
Oscar Montelius, Ölgemälde von Emerik Stenberg (ca. 1913)

Gustaf Oscar Augustin Montelius (* 9. September 1843 in Stockholm; † 4. November 1921 ebenda) war ein schwedischer Prähistoriker und Leiter des schwedischen Riksantikvarieämbetet (Reichsantiquaramt) von 1907 bis 1913.

## Leben und wissenschaftliche Arbeit
Montelius studierte an der Universität Uppsala, wo er 1869 promoviert wurde. Er befasste sich vor allem mit der skandinavischen Bronzezeit und gehörte zu den ersten Forschern, die sich systematisch mit der Datierung prähistorischer Fundstücke befassten. Von ihm stammt eine Methode, die auch die Geographie der Fundorte und die Morphologie der Funde ausnutzt. Er prägte die Definition des geschlossenen Fundes für den Fundzusammenhang eines gleichzeitig niedergelegten und ungestörten Befundes. Zudem veröffentlichte er 1903 die typologische Methode unter dem Titel Die Methode, die mit der Seriation die Grundlage für die relative Chronologie in der Archäologie darstellt.
Von 1871 bis zu ihrem Tod 1920 war Montelius mit der Philanthropin und Frauenrechtlerin Agda Montelius verheiratet.
Montelius starb Anfang November 1921 im Alter von 78 Jahren in seiner Geburtsstadt Stockholm. Er wurde auf dem Norra begravningsplatsen in Solna bestattet.

## Ehrungen
1877 wurde Montelius als Mitglied in die Kungliga Vitterhets Historie och Antikvitets Akademien aufgenommen, bei der er zuvor schon als Amanuensis gearbeitet hatte. 1895 wurde er Mitglied der Königlich Schwedischen Akademie der Wissenschaften und 1917 Mitglied der Svenska Akademien (Stuhl 18). 1909 wurde er Ehrenmitglied der Berliner Gesellschaft für Anthropologie, Ethnologie und Urgeschichte und 1910 auswärtiges Mitglied der Königlich Dänischen Akademie der Wissenschaften. 1921 wurde er zum auswärtigen Mitglied der Göttinger Akademie der Wissenschaften gewählt. 1913 fertigte der Medailleur Erik Lindberg eine Silberplakette anlässlich seines 70. Geburtstages (63 × 48 mm, Vorderseite: Brustbild nach links. Rückseite: Junge Frau in antikem Gewand mit lodernder Fackel vor dem Eingang eines Hünengrabes). 1943 erschienen zu seinen Ehren zwei schwedische Sonderbriefmarken nach der Gemäldevorlage von Emerik Stenberg (Michel Nr. 302–303).
Zu seinen Ehren wurde in Stockholm der Fußweg Monteliusvägen benannt.

## Werke (Auswahl)
- Die älteren Kulturperioden im Orient und in Europa. Asher, Stockholm 1903.
- Kulturgeschichte Schwedens. Von den ältesten Zeiten bis zum 11. Jahrhundert nach Christus. Seemann, Leipzig 1906.
- La civilisation primitive en Italie depuis l’introduction des metaux. Stockholm 1895–1910.